# Алтуна (Алабама)
Алтуна (енгл. Altoona) град је у америчкој савезној држави Алабама. По попису становништва из 2010. у њему је живело 933 становника.

## Демографија
Према попису становништва из 2010. у граду је живело 933 становника, што је 51 (5,2%) становника мање него 2000. године.
| Група             | 2000.       | 2010.       |
| Белци             | 924 (93,9%) | 886 (95,0%) |
| Афроамериканци    | 25 (2,5%)   | 16 (1,7%)   |
| Азијати           | 0 (0,0%)    | 2 (0,2%)    |
| Хиспаноамериканци | 25 (2,5%)   | 10 (1,1%)   |
| Укупно            | 984         | 933         |